# Gloria Burgos
Gloria Burgos (28 de enero de 1970) es una exatleta boliviana que participó en los Juegos Olímpicos de Barcelona 1992 en la disciplina de atletismo en los 4 × 400 metros femeninos.

## Trayectoria
En los Juegos Olímpicos disputó el 4 x 400 junto a Jacqueline Soliz, Sandra Antelo y Moré Galetovic. Fueron eliminadas tras quedar séptimas en la segunda serie clasificatoria con un tiempo de 3:53.65. Fue una de las 13 personas que representaron ese año a su país en el evento.